# Ohio City
Ohio City és una població dels Estats Units a l'estat d'Ohio. Segons el cens del 2000 tenia 784 habitants.

## Demografia
Segons el cens del 2000, Ohio City tenia 784 habitants, 312 habitatges, i 218 famílies. La densitat de població era de 658,1 habitants per km².
Dels 312 habitatges en un 36,2% hi vivien nens de menys de 18 anys, en un 57,7% hi vivien parelles casades, en un 9% dones solteres, i en un 30,1% no eren unitats familiars. En el 25,6% dels habitatges hi vivien persones soles el 12,2% de les quals corresponia a persones de 65 anys o més que vivien soles. El nombre mitjà de persones vivint en cada habitatge era de 2,51 i el nombre mitjà de persones que vivien en cada família era de 3.
Per edats la població es repartia de la següent manera: un 26,7% tenia menys de 18 anys, un 11,4% entre 18 i 24, un 28,7% entre 25 i 44, un 20,7% de 45 a 60 i un 12,6% 65 anys o més.
L'edat mediana era de 36 anys. Per cada 100 dones de 18 o més anys hi havia 96,9 homes.
La renda mediana per habitatge era de 37.500 $ i la renda mediana per família de 42.734 $. Els homes tenien una renda mediana de 29.526 $ mentre que les dones 23.125 $. La renda per capita de la població era de 16.304 $. Aproximadament l'1,7% de les famílies i el 3,6% de la població estaven per davall del llindar de pobresa.

## Poblacions més properes
El següent diagrama mostra les poblacions més properes.